# Jaroslav Zelený
Jaroslav Zelený (* 20. srpna 1992 Hradec Králové) je český profesionální fotbalista, který hraje na pozici levého obránce za český klub AC Sparta Praha a za český národní tým.

## Klubová kariéra

### Hradec Králové
Zelený je odchovanec hradeckého fotbalu. Svého debutu se dočkal 29. května 2010 v zápase druhé ligy proti Zlínu. S Hradcem postoupil v sezóně 2009/10 do Gambrinus ligy.
Pro sezónu 2010/2011 jej trenér Václav Kotal přeřadil do A-týmu, v české nejvyšší soutěži se dočkal svého debutu ale až v 18. kole proti Viktorii Plzeň, kdy nastoupil na závěrečné tři minuty. Svoji první branku v dresu hradeckého klubu vstřelil 30. dubna 2011 při výhře 2:1 nad Mladou Boleslaví.
V sezóně 2011/12 se Zelený stal stabilním členem základní sestavy Hradce; ve 28 ligových zápasech vstřelil 2 góly a přidal 2 asistence.
V roce 2012 sestoupil s Hradcem do druhé ligy.
V druholigové sezoně 2013/14 patřil Zelený ke klíčovým hráčům Hradce; podílel se na 8 ligových brankách a pomohl k postupu zpátky do nejvyšší soutěže.

### Karviná
V létě 2014 odešel na hostování do druholigového mužstva MFK Karviná, v jejímž dresu odehrál 18 soutěžních utkání a následně přestoupil do slezského klubu na trvalo.
V sezoně 2015/16 postoupil Zelený s Karvinou do nejvyšší soutěže.
V ePojisteni.cz lize v dresu Karviné debutoval 30. července 2016 při prohře 3:5 s Jabloncem. V podzimní části sezony patřil Zelený ke klíčovým hráčům Karviné, v lize nechyběl ani minutu a 1 gólem a 3 asistencemi v 16 zápasech přispěl k průběžné sedmé příčce.

### Jablonec
V lednu 2017 přestoupil do Jablonce. S klubem podepsal smlouvu na tři a půl roku. V jarní části sezóny se rychle zabydlel v základní sestavě Jablonce, čtyřmi asistencemi přispěl ke konečné osmé příčce v nejvyšší soutěži.
Pod trenérem Zdeňkem Kluckým se Zelený v sezóně 2017/18 přesunul na pozici levého záložníka. V dresu Jablonce odehrál ve své druhé sezóně 32 soutěžních zápasů a pomohl Jablonci ke konečné třetí příčce.

### Slavia Praha
V létě 2018 přestoupil do pražské Slavie. V týmu plnil roli náhradníka za levého obránce Jana Bořila. Svého debutu v dresu Slavie se dočkal 22. července 2018, kdy nastoupil v závěru ligového utkání proti Olomouci. Svého debutu v evropských pohárech se dočkal 13. prosince, kdy odehrál celé utkání základní skupiny Evropské ligy proti Zenitu Petrohrad. Zelený pravidelně nastupoval v domácím poháru, ve finále proti Baníku Ostrava ale nenastoupil, se Slavií ale slavil zisk trofeje po výhře 2:0. Ve své první sezóně v klubu postoupil až do čtvrtfinále Evropské ligy, kde Slavia nestačila na londýnskou Chelsea, a získal také ligový titul.
V podzimní části sezóny 2019/20 nastoupil Zelený i ke čtyřem utkání základní skupiny Ligy mistrů proti Interu Milán, Borussii Dortmund a Barceloně. V lize ale na podzim odehrál jen 470 minut, a tak v lednu 2020 zamířil na hostování do Mladé Boleslavi. Se středočeským klubem zakončil sezónu prohrou se Slovanem Liberec v zápase o postup do předkola Evropské ligy.

### Jablonec (návrat)
V létě 2020 zamířil na roční hostování do Jablonce. Dne 17. září odehrál celé utkání a jednou skóroval v předkole Evropské ligy s Dunajskou Stredou, které Jablonec prohrál 3:5 po prodloužení. Ve zbytku sezóny se pod trenérem Petrem Radou etabloval v základní sestavě na pozici středního obránce; ve 35 soutěžních zápasech vstřelil 4 branky.
V červnu 2021 přestoupil Zelený do Jablonce na trvalo. V předkole Evropské ligy nestačili jablonečtí fotbalisté na skotský Celtic; ve čtvrtém předkole Konferenční ligy ale po dvou výhrách nad Žilinou postoupili do základní skupiny. V ní odehrál Zelený všech 6 utkání, Jablonec ale se ziskem šesti bodů nepostoupil do jarní vyřazovací fáze. V lize patřil Zelený ke klíčovým hráčům týmu a pomohl Jablonci k udržení se v nejvyšší soutěži.

### Sparta Praha
V červnu 2022 posílil Zelený pražskou Spartu a na Letné podepsal víceletou smlouvu. Ve sparťanském dresu debutoval 21. července při bezbrankové remíze v předkole Konferenční ligy proti norskému Vikingu. V odvetném utkání skóroval, nicméně nezabránil překvapivé prohře 1:2 a vypadnutí  Sparty z pohárové Evropy. Ve zbytku sezóny se Zelený propracoval do základní sestavy trenéra Briana Priskeho, ve 41 soutěžních zápasech vstřelil 3 branky a přidal 4 asistence. Se Spartou slavil zisk ligového titulu a nastoupil také ve finále domácího poháru proti Slavii (prohra 0:2).
V sezóně 2023/24 pomohl Zelený Spartě z pozice levého krajního obránce k postupu ze základní skupiny Evropské ligy do jarní vyřazovací fáze.

## Reprezentační kariéra
Dne 6. září 2020 však dostal svoji první pozvánku do českého národního týmu na zápas Ligy národů proti Skotsku. K tomu mu napomohla i nucená karanténa prvního týmu, který odehrál zápas se Slovenskem. Do české reprezentace se Zelený vrátil v březnu 2022, kdy odehrál celé utkání proti Walesu.

## Statistiky

### Klubové
K 29. srpnu 2020
| Klub                   | Sezóna  | Liga                 | Liga   | Liga | Pohár  | Pohár | Evropské poháry | Evropské poháry | Ostatní | Ostatní | Celkem | Celkem |
| Klub                   | Sezóna  | Liga                 | Zápasy | Góly | Zápasy | Góly  | Zápasy          | Góly            | Zápasy  | Góly    | Zápasy | Góly   |
| ---------------------- | ------- | -------------------- | ------ | ---- | ------ | ----- | --------------- | --------------- | ------- | ------- | ------ | ------ |
| Hradec Králové         | 2009/10 | Fortuna:Národní liga | 2      | 0    | 0      | 0     | —               | —               | —       | —       | 2      | 0      |
| Hradec Králové         | 2010/11 | Fortuna:Liga         | 6      | 1    | 0      | 0     | —               | —               | —       | —       | 6      | 1      |
| Hradec Králové         | 2011/12 | Fortuna:Liga         | 28     | 2    | 0      | 0     | —               | —               | —       | —       | 28     | 2      |
| Hradec Králové         | 2012/13 | Fortuna:Liga         | 14     | 0    | 0      | 0     | —               | —               | —       | —       | 14     | 0      |
| Hradec Králové         | 2013/14 | Fortuna:Národní liga | 28     | 2    | 1      | 0     | —               | —               | —       | —       | 29     | 2      |
| Hradec Králové         | Celkem  | Celkem               | 78     | 5    | 1      | 0     | —               | —               | —       | —       | 79     | 5      |
| Karviná (host.)        | 2014/15 | Fortuna:Národní liga | 17     | 0    | 1      | 0     | —               | —               | —       | —       | 18     | 0      |
| Karviná                | 2015/16 | Fortuna:Národní liga | 12     | 0    | 2      | 0     | —               | —               | —       | —       | 14     | 0      |
| Karviná                | 2016/17 | Fortuna:Liga         | 16     | 1    | 0      | 0     | —               | —               | —       | —       | 16     | 1      |
| Karviná                | Celkem  | Celkem               | 28     | 1    | 2      | 0     | —               | —               | —       | —       | 30     | 1      |
| Jablonec               | 2016/17 | Fortuna:Liga         | 15     | 0    | 0      | 0     | —               | —               | —       | —       | 15     | 0      |
| Jablonec               | 2017/18 | Fortuna:Liga         | 26     | 1    | 6      | 0     | —               | —               | —       | —       | 32     | 1      |
| Jablonec               | Celkem  | Celkem               | 41     | 1    | 6      | 0     | —               | —               | —       | —       | 47     | 1      |
| Slavia Praha           | 2018/19 | Fortuna:Liga         | 13     | 0    | 3      | 0     | 1               | 0               | —       | —       | 17     | 0      |
| Slavia Praha           | 2019/20 | Fortuna:Liga         | 7      | 0    | 2      | 1     | 4               | 0               | 0       | 0       | 13     | 1      |
| Slavia Praha           | Celkem  | Celkem               | 20     | 0    | 5      | 1     | 5               | 0               | 0       | 0       | 30     | 1      |
| Mladá Boleslav (host.) | 2019/20 | Fortuna:Liga         | 13     | 1    | 1      | 0     | —               | —               | —       | —       | 14     | 1      |
| Jablonec (host,)       | 2020/21 | Fortuna:Liga         | 2      | 0    | 0      | 0     | 0               | 0               | —       | —       | 2      | 0      |
| Celkem                 | Celkem  | Celkem               | 199    | 8    | 16     | 1     | 5               | 0               | 0       | 0       | 220    | 9      |

### Reprezentační
K zápasu odehranému 7. září 2020
| Česko  | Česko  | Česko |
| Rok    | Zápasy | Góly  |
| ------ | ------ | ----- |
| 2020   | 1      | 0     |
| Celkem | 1      | 0     |